# Milena Bartlová

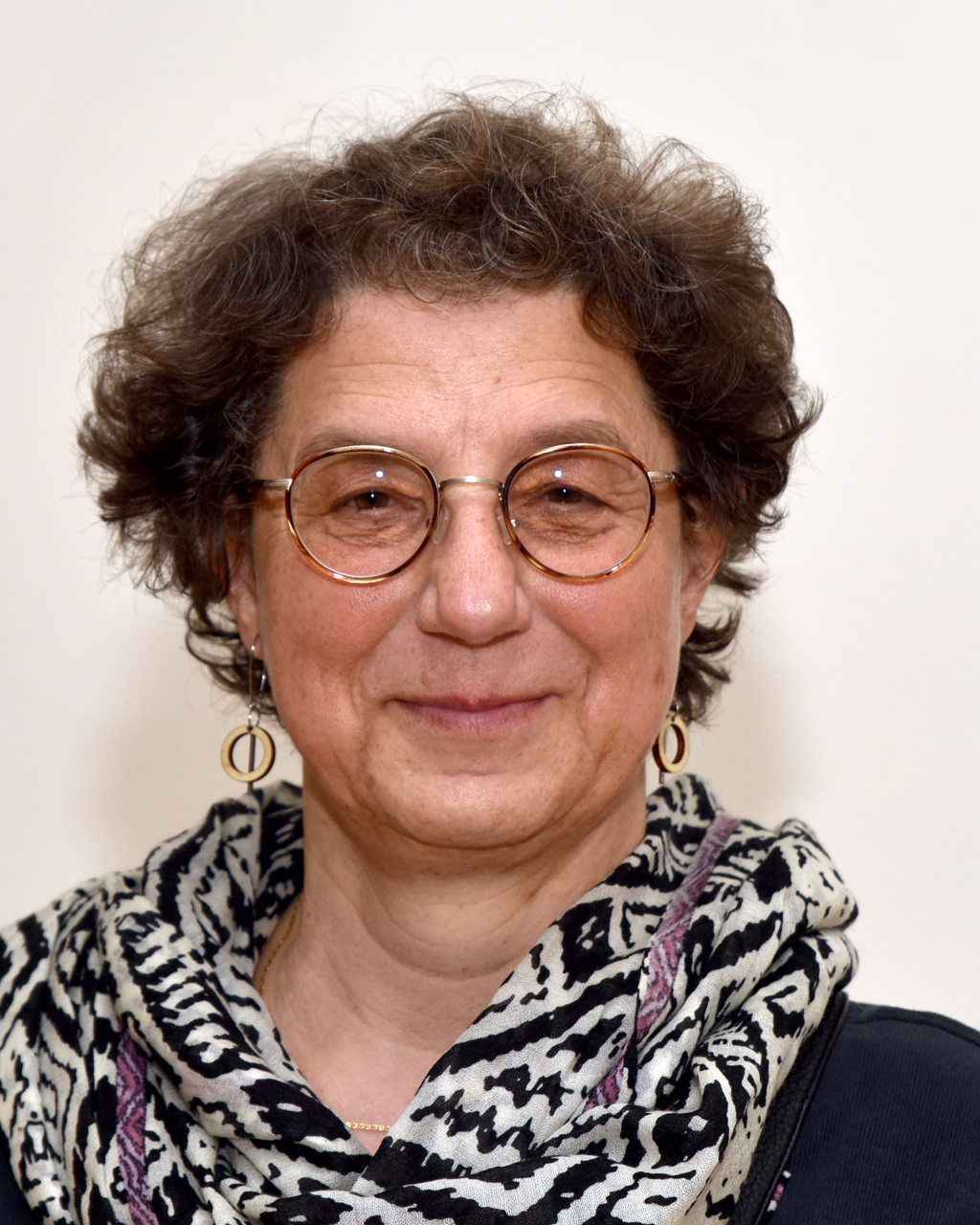
Milena Bartlová (2022)

Milena Bartlová (* 19. Januar 1958 in Prag) ist eine tschechische Kunsthistorikerin mit den Schwerpunkten Kunst und Kultur des Mittelalters. In ihren Forschungsveröffentlichungen beschäftigt sie sich ferner mit der Methodologie der Kunstgeschichte und übernahm auf diesem Gebiet einige Lehraufträge. Sie ist ebenfalls in verschiedene Queer- und Genderaktivitäten involviert und interessiert sich für Fragen der nationalen Identität.

## Leben und berufliche Karriere
Milena Bartlová, in einigen seltenen Fällen auch Milena Štefanová-Bartlová beziehungsweise Milena Štefanová genannt, ist die Tochter der Ökonomin und Diplomatin Rita Klímová und des früheren Funktionärs der Kommunistischen Partei und Reformkommunisten Zdeněk Mlynář.
Nach dem Gymnasiumsbesuch von 1973 bis 1977 (mit Abitur) studierte Bartlová Theorie und Geschichte der bildenden Kunst an der philosophischen Fakultät der Karls-Universität Prag, wo sie 1983 den Titel PhDr. erlangte, 1995 dann Ph.D. am Institut für Geschichte der Tschechoslowakischen Akademie der Wissenschaften. Von 1978 bis 1990 arbeitete Bartlová in der Nationalgalerie in Prag, ab 1983 als Kuratorin der Sammlung der Alten Kunst. Von 1991 bis 1992 war sie in der Tschechoslowakischen Akademie der Wissenschaften beschäftigt, 1996 bis 1997 wieder Kuratorin in der Sammlung der Alten Kunst ebendort. 2001 habilitierte sie sich und bekam die Stelle als Dozentin an der Kunstfakultät der Masaryk-Universität Brünn, 2005 wurde sie dort Professorin. Von 2010 bis 2012 betrieb Bartlová Forschungen im Collegium Europaeum. 2010 bis 2011 lehrte sie als Professorin an der Akademie der Bildenden Künste Prag, war 2011 Professorin an der Kunsthochschule Prag und von 2013 bis 2015 Professorin an der Karlsuniversität Prag. Bartlová machte zwei Auslandsaufenthalte: 2008 am Wissenschaftskolleg Berlin, 2009/2010 als Gastprofessorin am Institut für Bild- und Kunstgeschichte der Humboldt-Universität zu Berlin.
Milena Bartlová leistet beratende Arbeit in zahlreichen Kommissionen und ist beziehungsweise war Mitglied in wissenschaftlichen Beiräten, darunter:
- wissenschaftlicher Beirat der Zeitschriften Castrum Pragense, Bulletin Moravské galerie, Opuscula Historiae Artium, Colloquia Medievalia Pragensia, Studia Medievalia Bohemica, Quart  u. a.
- wissenschaftlicher Beirat der Karlsuniversität Prag, der Tschechischen Akademie der Wissenschaften, des Instituts für das Studium totalitärer Regime, der Nationalgalerie Prag, Kommission der Landesausstellung 600 Jahre Konstanzer Konzil 1414–1418 (Karlsruhe, Konstanz 2012–2014) u. a.

Außer ihrer breitgestreuten Tätigkeit im Bereich der Kunstgeschichte interessiert sich Bartlová auch für andere Fragen:
- Im Bereich der nationalen Identität kritisiert Bartlová das Verhältnis der Tschechen den Slowaken gegenüber und spricht in diesem Zusammenhang von „kolonialistischen Grundzügen“ – wobei sie nicht nur die Vergangenheit meint, als beide Nationen in einem Staat lebten, sondern das Verhältnis zu der slowakischen Minderheit auch in der heutigen Tschechischen Republik beschreibt.[6]
- Ein weiteres Thema ist für Bartlová die Pflege der kulturellen Hinterlassenschaft der deutschsprachigen Bevölkerung in Böhmen, die nach 1945 vertrieben wurde. Als Mitglied des wissenschaftlichen Beirates des Collegium Bohemicum in Ústí nad Labem beteiligte sie sich an der Entwicklung des Konzeptes für ein dortiges Museum zur Geschichte und Kultur der deutschsprachigen Bewohner der böhmischen Länder, das zu den teuersten Museumsprojekten in Böhmen gehört und das Kulturerbe der Deutschen Minderheit einem breiten Publikum präsentiert.[7]
- Bartlová ist ebenfalls im Bereich der Gender-Studien tätig, dies nicht nur publizistisch, sondern auch aktiv durch ihre Mitgliedschaft im wissenschaftlichen Beirat der Společnost pro queer paměť (Gesellschaft für das Queer-Gedächtnis) und deren Centrum queer paměti in Prag, das ein Archiv der LGBT- und Queer-Gemeinschaft in Tschechien aufbaut und in einem eigenen Museum und Bibliothek zugänglich macht.[8] Von 2014 bis 2018 war Bartlová Vorsitzende des wissenschaftlichen Beirats der Gesellschaft.[9]

## Werke (Auswahl)
Werke in Tschechisch
- Vztah českých milostných madon k ikonám. AVČR, Prag 1995.
- Svatý Vojtěch: tisíc let svatovojtěšské tradice v Čechách. Národní galerie, Prag 1997, ISBN 80-7035-134-9.
- Od gotiky k renesanci: výtvarná kultura Moravy a Slezska 1400-1550. Moravská galerie, Brünn 1999, ISBN 80-7027-097-7.
- Pop history: o historické věrohodnosti románů, filmů, komiksů a počítačových her. Nakladatelství Lidové noviny, Prag 2003, ISBN 80-7106-345-2.
- Naše, národní umění. Studie z dějin dějepisu umění středověku. Barrister a Principal, Brno 2009.
- mit Martin C. Putna: Homosexualita v dějinách české kultury. Academia, Prag 2011, ISBN 978-80-200-2000-0.
- Skutečná přítomnost: středověký obraz mezi ikonou a virtuální realitou. Argo, Prag 2012, ISBN 978-80-257-0542-1.
- als Mitautor: Česká národní identita v současném umění. Vysoká škola uměleckoprůmyslová, Prag 2012, ISBN 978-80-86863-46-7.
- Husitské století. Nakladatelství Lidové noviny, Prag 2014, ISBN 978-80-7422-277-1.

Werke in Deutsch
- Die Pietà aus Jihlava, Iglau und die heroischen Vesperbilder des 14. Jahrhunderts. Matice moravská, Brünn 2007, ISBN 978-80-86488-41-7.

Milena Bartlová veröffentlichte über 200 Bücher und Aufsätze; eine umfangreiche Übersicht bis 2011, darunter auch Übersetzungen in andere Sprachen, findet sich auf dem Portal der Masaryk-Universität Brünn.